# Megachile rossi
Megachile rossi är en biart som beskrevs av Mitchell 1943. Megachile rossi ingår i släktet tapetserarbin, och familjen buksamlarbin. Inga underarter finns listade i Catalogue of Life.